# Kościół Zwiastowania Najświętszej Maryi Panny w Chojnicach
Kościół Zwiastowania Najświętszej Maryi Panny w Chojnicach – barokowy kościół rzymskokatolicki w Chojnicach, w województwie pomorskim.

## Historia kościoła

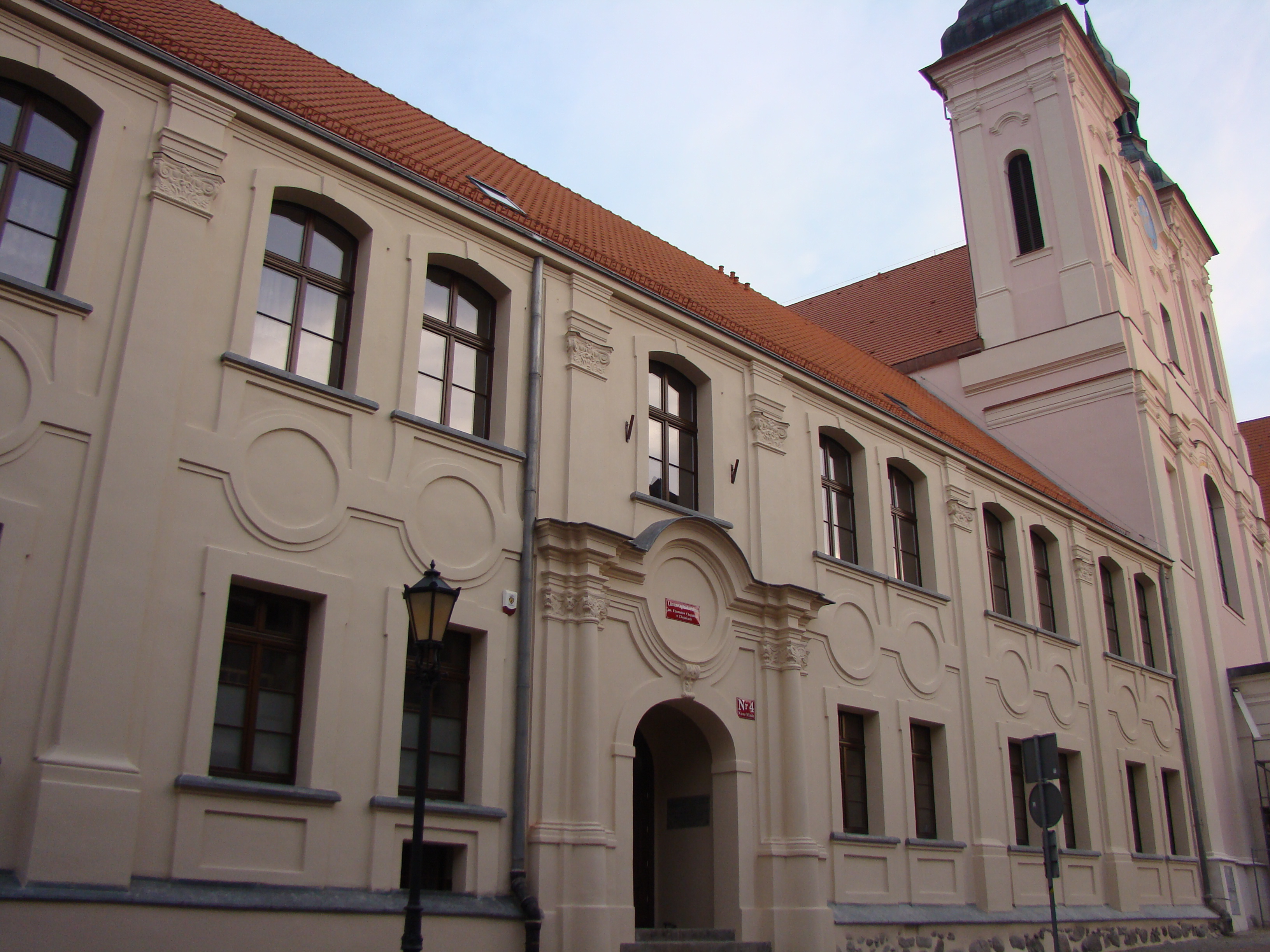
Kościół z zewnątrz wraz z Liceum Ogólnokształcącym

### Sprowadzenie i działalność Jezuitów w Chojnicach
W 1610 r. ks. Jan Gleissen Dorengowski, proboszcz parafii Ścięcia św. Jana Chrzciciela zwrócił się do prymasa Polski Wojciecha Baranowskiego o sprowadzenie jezuitów do Chojnic. Prymas wyraził na to zgodę i napisał w tej sprawie do prowincjała jezuitów w Polsce O. Piotra Fabriciusa, który również wyraził zgodę. Ostatecznie następny prowincjał Jan Argentus posłał z Gdańska dwóch ojców: Szymona Schretera i Krzysztofa Krausa, którzy zaczęli swą pracę w Chojnicach od 12 marca 1619. Początkowo zajmowali się misjami w okolicy miasta i pomocą duszpasterską w parafii Ścięcia św. Jana. W 1620 OO. Jezuici wraz z głównym fundatorem ks. Janem G. Dorengowskim przystąpili do budowy domu zakonnego. Budowę domu zakonnego zakończono w 1622 r. Rok później jezuici otworzyli szkołę. W związku z rozszerzeniem się działalności zakonników, zaczęła rosnąć ich liczba: w 1649 r. w Chojnicach pracowało już szesnastu jezuitów, w latach późniejszych zwykle było ich trzynastu. 10 maja 1630 szkoła jezuicka została podniesiona do godności kolegium. W 1636 zaczęto wznosić kościół. Nie wiadomo co się stało z rozpoczętą budową - prawdopodobnie została zniszczona przez protestantów. Za króla Władysława IV, na wniosek posłów z Prus Królewskich, sejm warszawski w 1638 r. uchwalił prawo do zakupu dóbr ziemskich przez chojnickich jezuitów za sumę 30000 florenów. W 1640 r. został wzniesiony drewniany kościół oo. Jezuitów, spalony 5 sierpnia 1712 r.

### Budowa kościoła
Dnia 29 lipca 1712 została podpisana umowa między superiorem rezydencji jezuickiej O. Maciejem Szymańskim a Radą Miejską i społeczeństwem Miasta Chojnice, w jej wyniku jezuici weszli po raz pierwszy w posiadanie części gruntu z obszaru dworu miejskiego. Po spłonięciu kościoła drewnianego Sejmik Generalny Prus Królewskich na swoim posiedzeniu w Malborku w dniu 22 maja 1713 r. przyznał jezuitom w formie darowizny 2000 florenów na odbudowę kościoła w Chojnicach. Jezuici przystąpili do budowy nowego, tym razem murowanego kościoła, który istnieje do dziś. Przez dłuższy czas arcybiskup gnieźnieński Stanisław Szembek nie chciał pozwolić na budowę kościoła ze względu bliskość cmentarza i kościoła farnego. Dopiero kanonik gnieźnieński i oficjał kamieński skłonił arcybiskupa do udzielenia zgody na położenie kamienia węgielnego. 28 lipca 1718 o godz. 11.00 oficjał kamieński w obecności licznie zebranego duchowieństwa poświęcił kamień węgielny kościoła pod wezwaniem św. Kazimierza i bł. Jana Franciszka Regis. Następny etap budowy kościoła to rozpoczęcie w 1730 budowy fundamentów, zakończono ją w 1733 r. W dwóch następnych latach wzniesiono znaczną wysokość murów. W 1737 r. ukończono budowę czterech kaplic w nawach bocznych. W 1738 kościół osiągnął połowę wysokości murów, a rok później został nakryty dachem. W maju 1744 została zakończona zewnętrzna budowa świątyni, gdy kosztem Adama Czapskiego wybudowano wieże, pokryto je blachą miedzianą i ozdobiono. Dzwony zostały odlane w 1755, a zabrzmiały po raz pierwszy 31 lipca, w święto założyciela jezuitów, św. Ignacego Loyoli.

### Opuszczenie Chojnic przez Jezuitów
Decyzją rządu pruskiego z 10 lutego 1773 dobra jezuickie zostały skonfiskowane. Kolegium jezuickie zostało rozwiązane dekretem królewskim w lipcu 1773 i przekształcone na gimnazjum katolickie. Jezuici mieli dalej nauczać w szkole. Zbiegło się to z rozwiązaniem Zakonu Jezuitów przez papieża Klemensa XIV w 1773 r. Król Prus Fryderyk II ogłosił kasacyjne breve dopiero z początkiem 1780 r. W ten sposób przestał istnieć w Chojnicach Zakon Jezuitów i szkoła przez nich prowadzona, która przez równe 150 lat była ośrodkiem kultury umysłowej na Pomorzu. 

### Lata 1800-1918
Kościół pojezuicki i gmach gimnazjum służyły wojskom jako koszary, szpital i magazyny. Wkrótce uległy częściowemu zniszczeniu, dlatego w latach 1810–1811 i 1820 wzmocniono podstawy wież, położono nowe dachówki i naprawiono jeden z hełmów wież. Władze zaborcze, pod naciskiem społeczeństwa polskiego, od 1809 r. starały się o przywrócenie szkole chojnickiej charakteru gimnazjum. 15 listopada 1815 nastąpiło uroczyste otwarcie katolickiego gimnazjum państwowego w Chojnicach. Równocześnie z tym faktem rząd pruski przejął kościół pojezuicki i mianował go kościołem gimnazjalnym. Istnienie kościoła zostało ponownie zagrożone w 1817 r. Tym razem Saltzmann wysunął projekt zmiany kościoła gimnazjalnego na aule gimnazjalną, której brak szkoła odczuwała. Projekt ten upadł za sprawą bp. Karola Hohenzollerna. W 1819 rząd pruski skasował w Chojnicach istniejący jeszcze klasztor augustianów. Nastąpił podział jego majątku. Kościół gimnazjalny otrzymał organy, kamienne ołtarze oraz część sprzętów kościelnych. OO. Jezuici jeszcze raz przybyli do Chojnic w 1852 r. Tym razem dla przeprowadzenia wielkich misji - rekolekcji dla uczniów gimnazjum. W 1862 r. miał miejsce pożar zakrystii, który zniszczył jej bogate, zabytkowe wyposażenie jezuickie oraz uszkodził wnętrze kościoła. W czasie remontu wszystkie nabożeństwa zostały przeniesione do fary. 

### Lata 1918-1945
Po odzyskaniu niepodległości w 1918 r. nie zmienił się status kościoła. Z chwilą podjęcia przez proboszcza fary ks. Bolesława Makowskiego prac nad odbudową sklepień kościoła farnego, kościół gimnazjalny do roku 1924 spełniał funkcję kościoła parafialnego. Zostały wówczas wycięte drzewa wokół fary i obniżono plac kościelny, który był kiedyś cmentarzem. Prochy zmarłych zebrano i złożono w podziemiach kościoła gimnazjalnego. W latach trzydziestych wykonano prace konserwatorskie kościoła - położono nowe tynki i naprawiono gzymsy. W latach okupacji 1939-1945, z powodu rozbiórki kościoła św. Trójcy na rynku, pojezuicki kościół przejęła niemiecka gmina ewangelicka. W związku z tym zaczęto przystosowywać kościół do potrzeb gminy ewangelickiej. Zostały zamalowane farbą kryjącą wszystkie freski z wyjątkiem kopuły. Dokonał tego nazista o nazwisku Poppek, na zlecenie gminy ewangelickiej. W 1940 r. usunięto i zniszczono usytuowane między kolumnami ołtarza dwie figury z biało-kremowego stiuku św. Stanisława Kostki i św. Kazimierza oraz figury z ambony. Zostały usunięte organy i obecnie znajdują się w bazylice mniejszej, a w ich miejsce zainstalowano organy przeniesione z kościoła ewangelickiego św. Trójcy. Na skutek działań wojennych w 1945 r. został spalony hełm południowej wieży kościoła.

### Od 1945

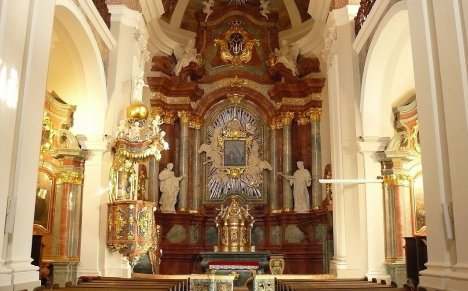
Wnętrze kościoła po zakończeniu prac renowacyjnych

Po zakończeniu wojny kościół pojezuicki przejęła parafia Ścięcia św. Jana Chrzciciela. Na czas odbudowy fary częściowo spalonej w czasie działań wojennych fary, kościół gimnazjalny od maja 1945 do 19 czerwca 1946 pełnił rolę kościoła parafialnego. Po tym okresie kościół nadal przynależał do parafii, jako kościół filialny. W latach 1955–1958 zmieniono dotychczasowe prowizoryczne pokrycie zniszczonej w czasie wojny wieży południowej na nowe, z blachy żelaznej platerowanej miedzią oraz wykonano prace remontowe: zabezpieczono pęknięcia murów i otynkowano elewacje zewnętrzne. Zniszczony w czasie wojny hełm wieży południowej zrekonstruowano w 1963 r. przywracając jej pierwotną architekturę. Drobne uszkodzenia elewacji południowej kościoła z motywami dekoracyjnymi, gzymsami i podwójnymi płaskimi pilastrami naprawiono w 1967 r., a fasadę główną otynkowano w 1969 r. W 1970 odsłonięto polichromię, zamalowaną przez Niemców. Konserwator zmył farbę i dokonał konserwacji malowideł. W tym samym roku została przeprowadzona konserwacja obrazu Matki Boskiej z Dzieciątkiem Jezus i św. Janem Chrzcicielem w ołtarzu głównym. Do tej pory obraz częściowo był zasłonięty osiemnastowieczną sukienką ze srebrnej, trybowanej blachy, na tle czarnego aksamitu. 20 czerwca 1975 przy kościele powstał tymczasowy Ośrodek Duszpasterski. 23 marca 1976 biskup chełmiński Bernard Czapliński powołał do istnienia parafię Zwiastowania Najświętszej Maryi Panny, której kościołem parafialnym stał się pojezuicki kościół gimnazjalny. W 1978 r. ufundowane zostały dwa nowe dzwony i umieszczone w wieżach. Następnie uporządkowano podziemia kościoła i usunięto zalegającą tam ziemię. Parafia Zwiastowania NMP w Chojnicach istniała do 1 sierpnia 2005 r., kiedy to dekretem biskupa pelplińskiego Jana Bernarda Szlagi parafia została zlikwidowana, a kościół gimnazjalny ponownie przyłączony jako filia do parafii Ścięcia św. Jana Chrzciciela. W latach 2010–2012 kościół przeszedł gruntowny remont m.in. została wymieniona elewacja, zrekonstruowane figury znajdujące się niegdyś na ołtarzu oraz ambonie, odnowione freski i obrazy, wymienione zadaszenie, nagłośnienie oraz oświetlenie, zostały odnowione ołtarze i ambona. Odnowione zostały podziemia, poddasze zostało zaadaptowane na salę wystawienniczą. Oficjalne zakończenie remontu planowane było na 8 grudnia 2012, lecz z powodu ingresu nowego biskupa pelplińskiego Ryszarda Kasyny do pelplińskiej katedry uroczystość została przeniesiona na 15 grudnia 2012.

## Architektura kościoła
Kościół pojezuicki w Chojnicach jest orientowany, murowany z cegły i kamieni - otynkowany. Wzniesiony na planie prostokąta (o wymiarach 24,6 x 15 m), trójnawowy o dwóch przęsłach, halowo- emporowy, z dwuwieżową, dwukondygnacyjną płaską fasadą. Hełmy wież baniaste, z ośmiobocznymi latarniami, zwieńczone kutymi gloriami. Fasada poprzedzona od zachodu prostokątną kruchtą, dobudowaną ok. 1750 r. Dach kościoła dwuspadowy o jednej kalenicy, kryty dachówką. Na środku fasady duże okna zamknięte półkoliście, w płaskich uszatych obramieniach, zwieńczone wygiętymi ku górze gzymsikami. Między wieżami, nieco od nich niższa ściana tarczowa ujęta w zdwojone pilastry w typie jońskim z kolistą płycizną, a nad nią cokolik z kutym krzyżem. Elewacja południowa dzielona parami pilastrów o głowicach w typie jońskim, dźwigających przełamujące się belkowanie z wydatnym gzymsem. Okna w korpusie południowym rozmieszczone w dwóch strefach: w dolnej kondygnacji w obramieniach opaskowych zamknięte łukiem koszowym z kluczami, w górnej kondygnacji prostokątne, w obramieniach uszatych z bogatymi ornamentami o motywach esownic. Wejście do prezbiterium prostokątne z nadświetlem  w obramieniu opaskowym, uszatym z kluczem, przy nim pojedyncza, a ponad nim parzysta, prostokątna wnęka. Elewacja wschodnia zwieńczona trójkątnym przyczółkiem z kutym krzyżem na postumencie. Prezbiterium objęte bryłą korpusu, jednoprzęsłowe, krótkie, zamknięte we wnętrzu półkoliście. Przy nim od południa prostokątna kruchta, od północy zakrystia, połączona z niewielką kruchtą od zachodu. Ponad zakrystią i kruchtą znajdują się loże, przy loży południowej w grubości muru schody na strych. W wieżach kręcone schody na empory. Pomiędzy wieżami otwarta do nawy kruchta wydzielona szeroką arkadą pod chórem muzycznym, zamknięta łukiem koszowym. Korpus dwuprzęsłowy z szeroką nawą główną - równej wysokości i szerokości z prezbiterium oraz wąskimi nawami bocznymi - utworzonymi z par kaplic połączonych przejściami przeprowadzonymi w wydatnych filarach; ponad kaplicami empory. Prezbiterium wydzielone od nawy głównej półfilarami, przęsła naw bocznych wydatnymi filarami o wciętych narożach. Do kościoła przylega od strony wschodniej budynek auli. Od strony północnej do kościoła przylega budynek dawnego kolegium.

## Wnętrze i wyposażenie kościoła
- Sklepienia:
  - w prezbiterium - hemisferyczne z ozdobnym plafonem i gurtami;
  - w nawie głównej - żeglaste rozdzielone parzystymi gurtami;
  - w nawach bocznych, emporach, zakrystii i kruchcie zachodniej - żaglaste;
  - w przejściach między przęsłami naw bocznych - kolebkowe
  - w kruchcie południowej - krzyżowe
- Empory nad nawami bocznymi: zamknięte drewnianymi parapetami o bogatej, ażurowej, płaskorzeźbionej dekoracji z główkami aniołków.
- Polichromia: późnobarokowa, z dominacją barw brunatno-czerwono-szaro-niebieskich, wykonana w 1742 r. przez dwóch chojniczan. Polichromia zawiera cykl przedstawień świętych polskich i jezuickich oraz żywot Najświętszej Maryi Panny.
- Ołtarz główny: późnobarokowy, 1 połowa XVIII w., stiukowy, wielobarwny, częściowo marmoryzowany, wielki, sięgający po sklepienie, wypełnia całą absydę kościoła, połączony w jedną całość kompozycyjną z portalami do zakrystii i kruchty płd., między kolumnami stoją zrekonstruowane rzeźby św. Kazimierza i Stanisława Kostki. W polu środkowym obraz Matki Boskiej z Dzieciątkiem, św. Janem Chrzcicielem i Duchem św. ujęty bogatą glorią z muszlami i rzeźbami trzech aniołów.
- Portale: po bokach prezbiterium, dwa analogiczne, do zakrystii i kruchty, lekko wklęsłe, stiukowe, zamknięte łukiem trójlistnym ściętym z wydatnym kluczem, ujęte zaokrąglonymi pilastrami dźwigającymi gzyms.
- Balustrada: późnobarokowa, I połowa XVIII w. o falistym obrysie z ażurową, płaskorzeźbioną dekoracją o motywach regencyjnych.
- Ambona: rokokowa, 1 poł. XVIII w., w zaplecku obraz Chrystusa Salwatora, ujęty płaskorzeźbionym paludamentem zwieszającym się z baldachimu, na baldachimie zrekonstruowana figura kuli ziemskiej i bł. Franciszka Regis.
- Ołtarze boczne: w kaplicach wschodnich późnobarokowe, I poł. XVIII w., z wielobarwnego stiuku, ujęte kolumnami kompozytowymi:
  - ołtarz lewy - ze współczesnym obrazem św. Ignacego Loyoli trzymającego księgę, wykonaną ze srebrnej blachy, z napisem "Ad majorem Dei gloriam". W zwieńczeniu św. Franciszek Ksawery w srebrnej aureoli;
  - ołtarz prawy - ze współczesnym obrazem Wizja św. Stanisława Kostki. W zwieńczeniu św. Alojzy Gonzaga.

W kaplicach zachodnich, późnobarokowe 2 poł. XVIII w., ujęte po bokach pilastrami wolutowymi, z mensami sarkofagowymi, pochodzące z dawnego kościoła augustianów.
- - ołtarz lewy - obrazy późnobarokowe XVIII w., św. Józef, w zwieńczeniu Chrystus u Marii i Marty;
  - ołtarz prawy - rzeźba św. Jana Nepomucena w polu środkowym, w zwieńczeniu późnobarokowy obraz św. Judy Tadeusza.
- Ławy: barokowe, 1 połowa XVIII w., odnowione w 1979 r.
- Stacje Drogi Krzyżowej: 1963 r.
- Krzyż ołtarzowy: późnobarokowy, XVIII w.